# ویزت
ویزت (به آلمانی: Wieseth) یک شهر در آلمان است که در آنسباخ واقع شده‌است.